# تاريخ قوات المشاة البحرية الأمريكية

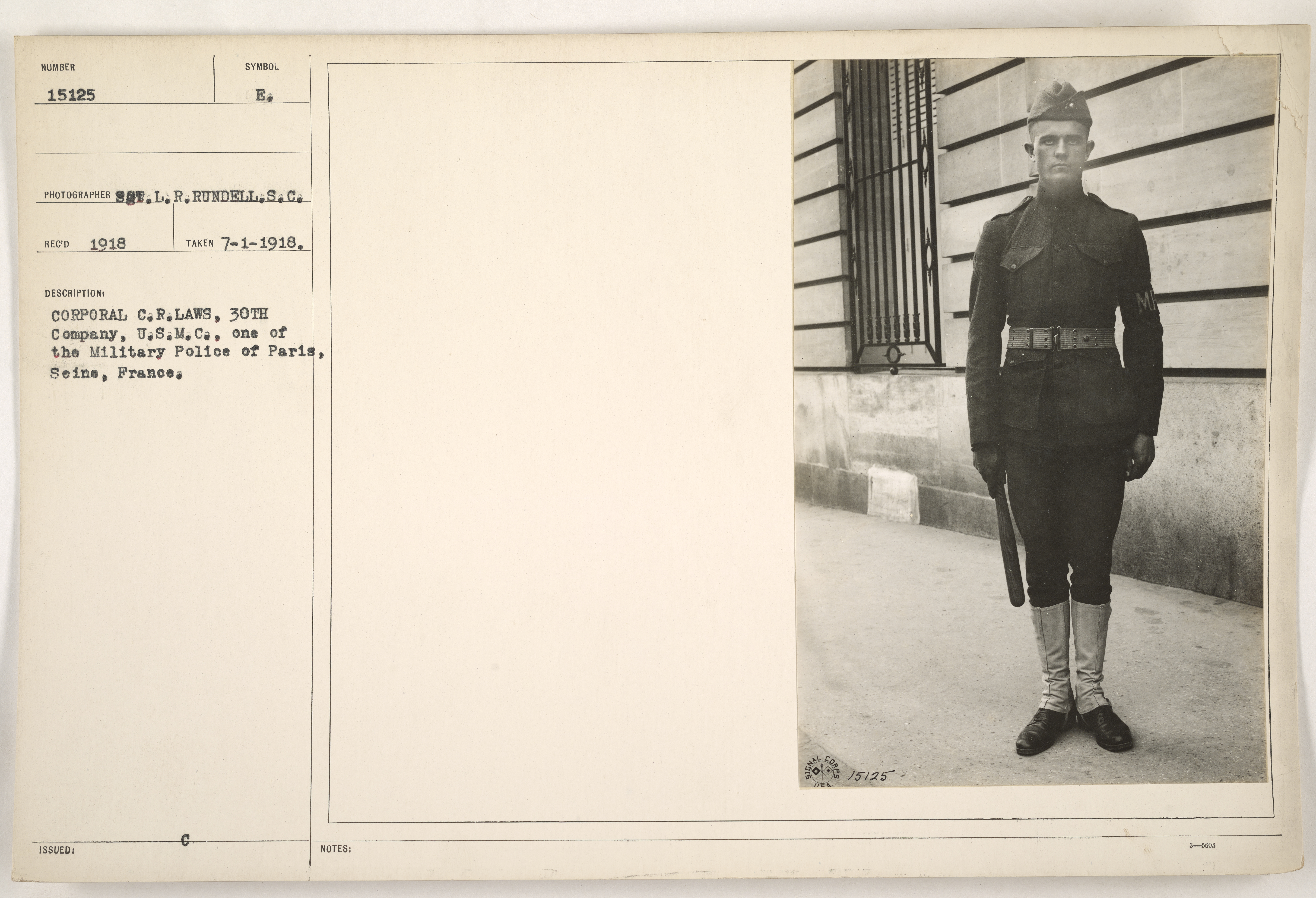
وثيقة لجندي امريكي

يبدأ تاريخ مشاة البحرية الأمريكية (بالإنجليزية: The history of the United States Marine Corps) بتأسيس مشاة البحرية القارية في 10 نوفمبر عام 1775 بهدف تنظيم القتال من سفينة إلى أخرى وتوفير الأمن على متن السفن وإنفاذ الانضباط والمساعدة في إنزال القوات العسكرية. تطورت مهمتها مع تغيير العقيدة العسكرية والسياسة الخارجية للولايات المتحدة. نظرًا لتوافر قوات مشاة البحرية الأمريكية في البحر، فقد خدم سلاح مشاة البحرية الأمريكية في كل صراع تقريبًا في تاريخ الولايات المتحدة. اكتسبت قوات البحرية مكانةً بارزةً عندما أثبتت نظرياتها وممارساتها للحرب البرمائية أنها بصيرة، وشكلت في النهاية حجر الزاوية لاستراتيجية الولايات المتحدة في مسرح المحيط الهادئ للحرب العالمية الثانية. بحلول أوائل القرن العشرين، أصبح سلاح مشاة البحرية أحد المنظرين المهيمنين والممارسين للحرب البرمائية. إن الاستجابة القوية لقوات التدخل السريع للحملات الحربية جعلتها وما تزال تجعلها أداة مهمة للسياسة الخارجية للولايات المتحدة.
في فبراير عام 1776، شرع مشاة البحرية القارية في رحلتهم الأولى. تم حلّ مشاة البحرية القارية في نهاية الحرب إلى جانب القوات البحرية القارية. استعدادًا لشبه الحرب مع فرنسا، أنشأ الكونغرس قوات البحرية الأمريكية وسلاح مشاة البحرية. وقعت أشهر أعمال مشاة البحرية في هذه الفترة في حرب طرابلس الأولى (1801-1805) ضد الجهاد البحري (قرصنة البربر). في الحرب المكسيكية الأمريكية (1846-1848)، شنّ مشاة البحرية هجومهم الشهير على قصر تشابولتيبيك، الذي أغفل مكسيكو سيتي، أول مشروع استكشافي كبير لهم. في خمسينيات القرن التاسع عشر، اهتم مشاة البحرية بتوفير الخدمة في بنما وآسيا. خلال الحرب الأهلية الأمريكية (1861-1865)، لعب سلاح مشاة البحرية دورًا ثانويًا فقط بعد مشاركتهم في هزيمة الاتحاد في معركة بول رن الأولى. كانت مهمتهم الأساسية هي واجب الحصار والمعارك الأخرى على متن السفن، لكن تم تعبئتهم لحفنة من العمليات مع استمرار الحرب. تُعتبر فترة ما تبقى من القرن التاسع عشر فترة من انخفاض القوة والاستبطان حول مهمة سلاح مشاة البحرية. تحت حكم القائد جايكوب زيلين (1864-1876)، نُظمت العديد من الثقافة والتقاليد الخاصة بقوات البحرية. خلال الحرب الأمريكية الإسبانية (1898)، قاد مشاة البحرية القوات الأمريكية على الشاطئ في الفلبين وكوبا وبورتوريكو، ما يدل على استعدادهم للانتشار. بين عامي 1900 و 1916، واصل سلاح مشاة البحرية سجله في المشاركة في البعثات الأجنبية، وخاصة في منطقة البحر الكاريبي وأمريكا الوسطى والجنوبية، والتي شملت بنما وكوبا وفيراكروز وهايتي وسانتو دومينغو ونيكاراغوا.
في الحرب العالمية الأولى، قام مشاة البحرية المخضرمون الذين تم اختبارهم في المعركة بدور مركزي في دخول الولايات المتحدة إلى الصراع. بين الحروب العالمية، ترأس سلاح مشاة البحرية اللواء جون إيه. ليجون، وهو قائد شعبي آخر. في الحرب العالمية الثانية، لعب مشاة البحرية دورًا مركزيًا تحت قيادة الأدميرال نيميتز في حرب المحيط الهادئ، حيث شاركوا في كل معركة مهمة تقريبًا. شهدت القوات أيضًا ذروة نموها حيث توسعت من لواءين إلى فيلقين بستة فرق وخمسة وحدات جوية إلى جانب 132 سربًا. خلال معركة إيو جيما، التقط المصور جو روزنتال الصورة الشهيرة التي توثق رفع العلم فوق إيو جيما على يد خمسة من مشاة البحرية بالإضافة إلى أحد رجال البحرية وهو يرفع العلم الأمريكي على جبل سوريباتشي. شهدت الحرب الكورية (1950-1953) حضور فيلق اللواء البحري المؤقت الأول في المقدمة في معركة محيط بوسان، حيث ظهرت طائرات الهليكوبتر البحرية (سرب المراقبة البحرية يقود طائرات سيكورسكي إتش-5) لأول مرة في القتال. لعب مشاة البحرية أيضًا دورًا هامًا في حرب فيتنام في معارك مثل دا نانغ ومذبحة هوي وخي سان. عملت مشاة البحرية في المناطق الشمالية من الفيلق الأول في جنوب فيتنام وخاضت حرب عصابات مستمرة ضد فيت كونغ وحربًا تقليدية ضد النظاميين في الجيش الفيتنامي الشمالي. وصل مشاة البحرية إلى بيروت خلال حرب لبنان عام 1982 في 24 أغسطس. في 23 أكتوبر عام 1983، تعرضت ثكنات مشاة البحرية للقصف بعد تفجير بيروت، ما تسبب في أكبر خسائر للفيلق في وقت السلم في تاريخه. شنّ مشاة البحرية أيضًا حملة تحرير الكويت خلال حرب الخليج الثانية (1990-1991)، بعد تنظيم الهجوم إلى الغرب مباشرةً إلى العراق. تمتعت قوات المشاة البحرية الأولى بقوة مؤلفة من 92,990 جندي، ما جعل عملية عاصفة الصحراء أكبر عملية في مشاة البحرية في التاريخ.

## الحرب الكورية
شهدت الحرب الكورية (1950-1953) تشكيل اللواء البحري المؤقت الأول على عجل في مقدمة خط الجبهة في معركة محيط بوسان، حيث ظهرت طائرات الهليكوبتر البحرية (سرب المراقبة البحرية يقود طائرات سيكورسكي إتش-5) لأول مرة في القتال. لتنفيذ مناورة محاطة، دعا الجنرال دوغلاس ماكارثر القوات الجوية والبرية البحرية إلى الهبوط البرمائي في معركة إنتشون. أدى الهبوط الناجح إلى انهيار الخطوط الكورية الشمالية وملاحقة القوات الكورية الشمالية شمالًا بالقرب من نهر يالو حتى دخول الصين إلى الحرب. حاصرت القوات الصينية القوات الأمريكية وفاجأتها وطغت عليها. ومع ذلك، على عكس الجيش الثامن الذي تراجع في حالة من الفوضى، أعادت الفرقة البحرية الأولى، بينما كانت مرتبطة بفيلق X التابع للجيش، تجميع صفوفها وألحقت خسائر فادحة أثناء انسحابها القتالي إلى الساحل. تُعرف الآن باسم معركة خزان تشوزين، وقد دخلت التقاليد البحرية كمثال على صلابة وعزم مشاة البحرية. واصل مشاة البحرية معركة الاستنزاف حول خط العرض 38 حتى الهدنة عام 1953.
شهدت الحرب الكورية انتعاشًا في صفوف قوات مشاة البحرية من مجموع قوات حوالي 75،000 في البداية إلى قوة كبيرة بحلول نهاية الصراع في عام 1953، مؤلفة من 261,000 جندي، معظمهم من جنود الاحتياط. نمت قوات الطيران إلى أربعة أجنحة جوية و 20 مجموعة طائرات و 78 سربًا، وهو مستوى بقي ثابتًا إلى حد ما حتى يومنا هذا. قُتل 4267 من مشاة البحرية وجُرح 23,744 آخرون خلال الحرب، بينما مُنح 42 منهم وسام الشرف.

## ما بين الحربين: كوريا وفيتنام
في السنوات الفاصلة، استمر إرسال مشاة البحرية إلى الأزمات الإقليمية. خلال العدوان الثلاثي في خريف عام 1956، قام مشاة البحرية من الكتيبة الثالثة من مشاة البحرية بإجلاء الأمريكيين من الإسكندرية. في عام 1958، تم إرسال مشاة البحرية إلى لبنان كجزء من عملية الخفافيش الزرق استجابةً لأزمة لبنان. عاد مشاة البحرية إلى كوبا من عام 1959 حتى عام 1960 لحماية الأمريكيين خلال الثورة الكوبية. تم إرسال 5000 جندي من مشاة البحرية إلى تايلاند في 17 مايو عام 1962 لدعم كفاح الحكومة ضد الشيوعيين حتى الانسحاب في 30 يوليو.
عاد مشاة البحرية إلى سانتو دومينغو من أجل عملية باور باك في الحرب الاهلية الدومينيكية في 28 أبريل عام 1965. أرسل الرئيس ليندون جونسون قواته لإجلاء الأمريكيين في خضم القتال بين القوات الموالية للديكتاتور المغتال رافائيل تروخيو والحزب الثوري الدومينيكي الذي يدعم خوان بوش، ووسّع التدخل لمنع دولة شيوعية ثانية على أعتاب أمريكا. انضم مشاة البحرية إلى الفرقة 82 المحمولة جوًا ومنظمة الدول الأمريكية، وسرعان ما أُجبروا على وقف إطلاق النار، لكنهم واصلوا مضايقتهم بنيران القتال والقناصة على نطاق صغير حتى انسحابهم في 31 أغسطس. فرض حَفظة السلام الباقون هدنة، ولم يستعيد بوش السلطة أبدًا.